# Rinorea brevipes
Rinorea brevipes är en violväxtart som först beskrevs av George Bentham, och fick sitt nu gällande namn av Joseph Blake. Rinorea brevipes ingår i släktet Rinorea och familjen violväxter. Inga underarter finns listade i Catalogue of Life.